# Parafia św. Jana Chrzciciela w Świeciechowie Dużym
Parafia św. Jana Chrzciciela w Świeciechowie Dużym – parafia Kościoła Polskokatolickiego w RP, położona w dekanacie warszawsko-łódzkim diecezji warszawskiej. Parafia licząca około tysiąca wiernych i jest jedną z najliczniejszych placówek Kościoła Polskokatolickiego w RP. Msze św. sprawowane są w niedziele i święta o godz. 9:30 i 11:30.

## Historia

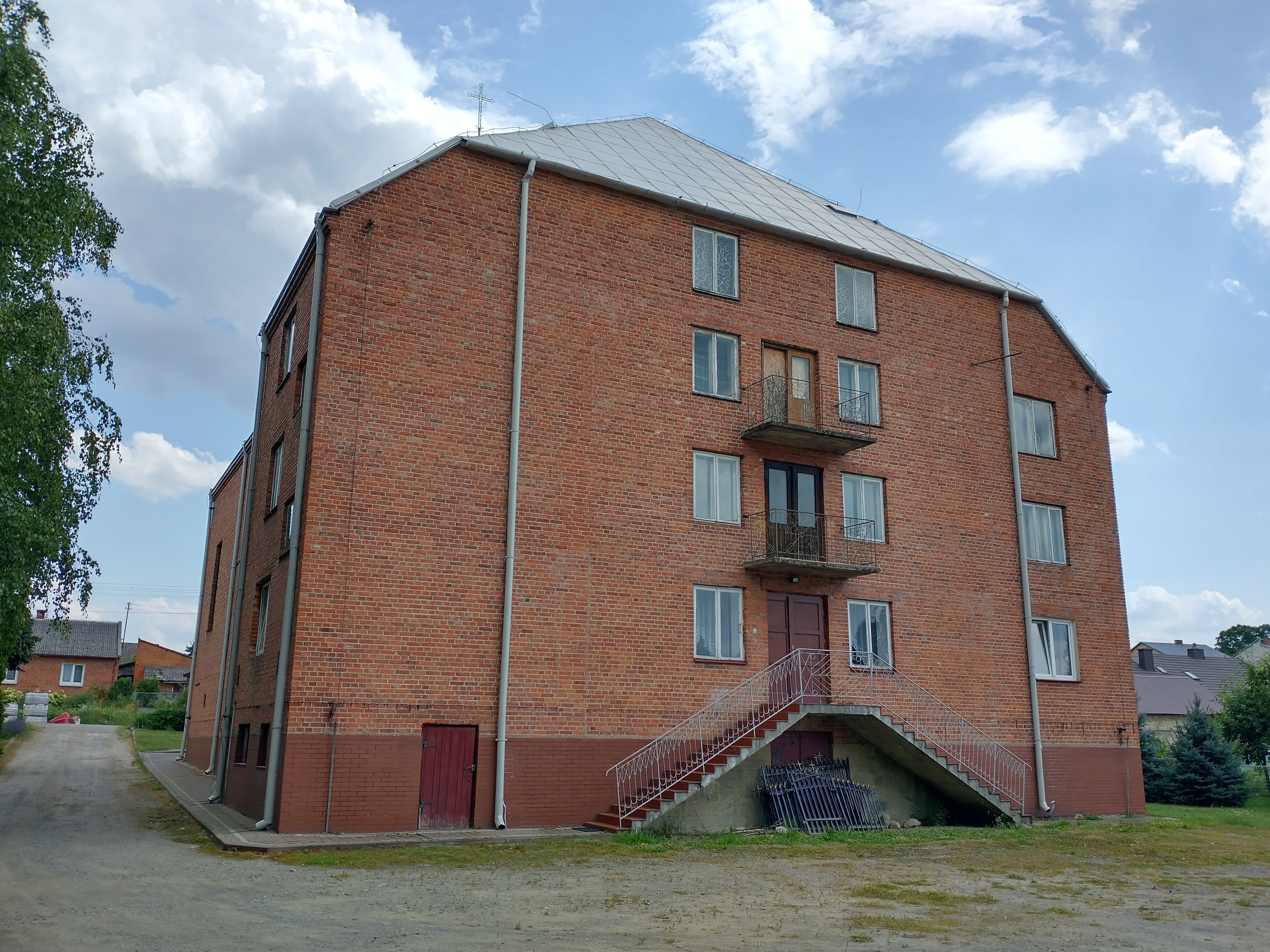
Dom parafialny w tylnej części kościoła

Parafia polskokatolicka (ówcześnie kościół ten nazywał się Polskim Narodowym Kościołem Katolickim) w Świeciechowie Dużym powstała w 1928. Właśnie wtedy ks. Lorentz, ówczesny kapłan Kościoła rzymskokatolickiego zainspirowany nauką kościoła narodowego, w kwietniową niedzielę wygłosił kazanie, w którym skrytykował dziedziców za to, że zmuszają swoich podwładnych, aby chodzili co niedzielę do kościoła, a sami nie chodzą.

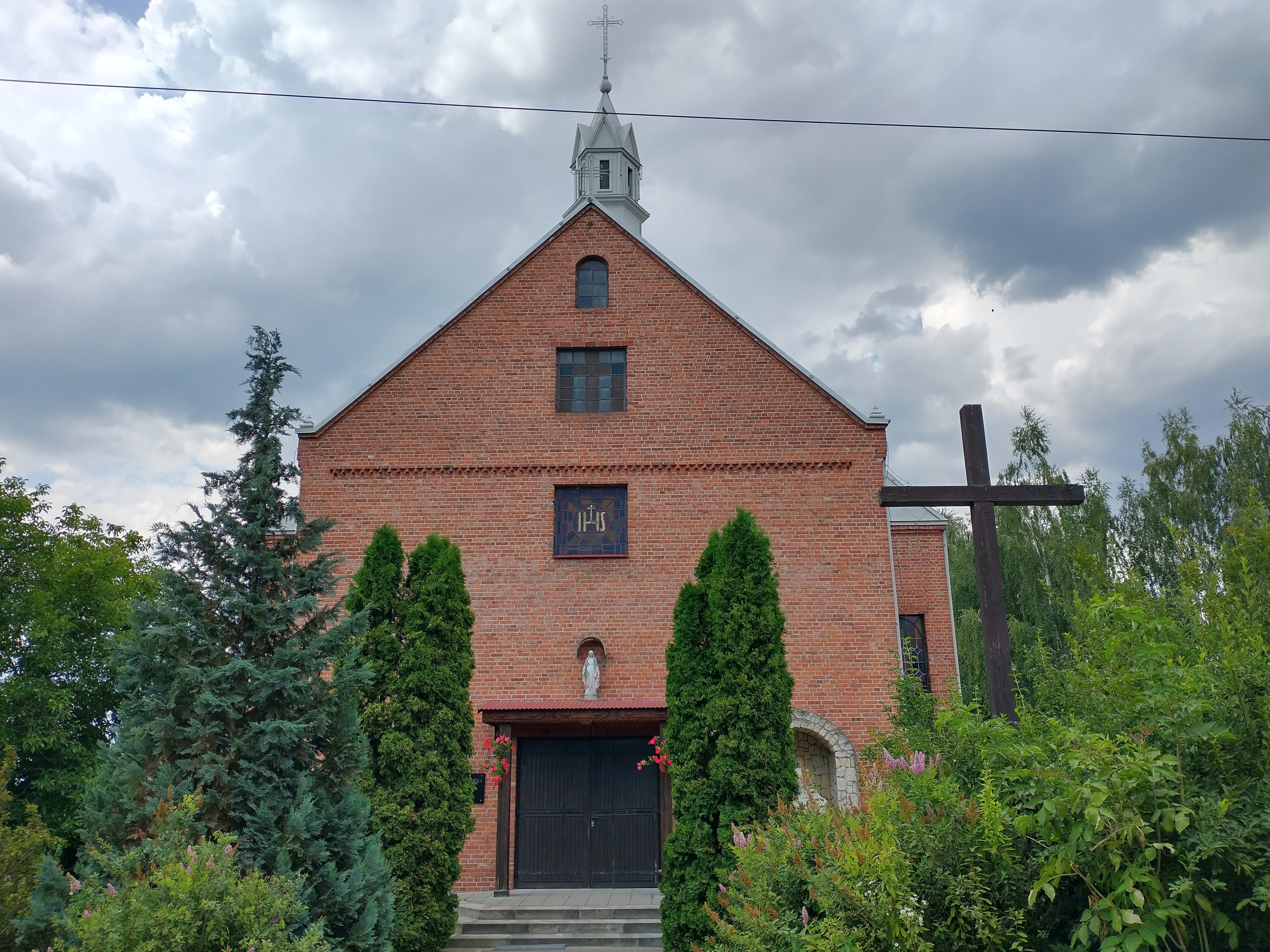
Fasada główna kościoła

W parę dni później do parafii w Świeciechowie przybył rzymskokatolicki dziekan wraz z kilkoma księżmi, ażeby zabrać ks. Lorentza, a parafię obsadzić nowym proboszczem. Parafianie stawili opór kościelnym dygnitarzom. Do Świeciechowa zaczęły przyjeżdżać różne delegacje świeckie i duchowne, misjonarze poczęli gromić w kazaniach zbuntowanych parafian, a zwłaszcza ich proboszcza. Celem powstrzymywania szerzącej się w Świeciechowie idei Kościoła Narodowego zaczęto wysyłać każdemu narodowcowi pismo „Rycerz Niepokalanej”, w którym szkalowano w najbardziej ohydny sposób nie tylko księży, ale i tych wyznawców, którzy odeszli od Rzymu. Sołtysi, którzy byli zobowiązani doręczać odbiorcom pismo, palili je.
Mimo że narodowcy stanowili bezwzględną większość, musieli jednak ustąpić przed prawem. Ks. Lorentz opuścił plebanię i zamieszkał u jednego z wyznawców. Równocześnie, dnia 24 czerwca 1928, to jest w dzień św. Jana Chrzciciela, na placu Jana Sobolewskiego zbudowano ołtarz w celu odprawiania tam Mszy św. i innych nabożeństw. Był to początek parafii Polskiego Narodowego Kościoła Katolickiego. Postanowiono przerobić remizę strażacką na miejsce kultu i rozpoczęto odprawianie nabożeństw. Nie trwało to długo, wkrótce ponowny cios spadł na narodowców. Związek Strażacki zażądał zwrotu remizy. Wobec tego postanowiono wybudować nową remizę i w ciągu dwóch tygodni pracę ukończono.
Dopiero po wyzwoleniu rozpoczęła się normalna praca duszpasterska w Świeciechowie. Wojna, okupacja, wspólne niedole zbliżyły wyznawców obu Kościołów do siebie. W latach 70. XX wieku, z ogromnym nakładem pracy i zaangażowania parafian, wybudowano nową świątynię. Od października 2006, parafia ma nowego proboszcza ks. Marcina Dębskiego. 29 czerwca 2008 parafia obchodziła 80. rocznicę powstania; w uroczystości jubileuszowej udział wzięli m.in. bp prof. dr hab. Wiktor Wysoczański i ks. inf. Ryszard Dąbrowski.
19 maja 2010 w wyniku powodzi Świeciechów został zalany przez Wisłę, która przerwała wały ziemne. Szczególnie dotkliwe kataklizm odczuła parafia św. Jana Chrzciciela w Świeciechowie, do połowy zalany został kościół, a prawie całkowitemu zniszczeniu uległy budynki parafialne. Tego samego dnia bp prof. dr hab. Wiktor Wysoczański wystosował apel do wiernych Kościoła o zbiórkę pieniężną dla wszystkich poszkodowanych.

## Schola parafialna
Od 2006 przy parafii działa schola parafialna. Do jej powstania przyczynił się były wikariusz parafii – ks. Kamil Wołyński. Grupa liczy ok. 11 osób i uczestniczy nabożeństwach. 25 stycznia 2007 schola zdobyła 1. miejsce w przeglądzie kolęd i pastorałek, jaki odbył się w Centrum Kultury w Józefowie nad Wisłą.

## Terytorium
Do parafii należą następujące miejscowości:
- Anielin,
- Baraki,
- Bliskowice,
- Kopiec,
- Natalin,
- Popów,
- Sucha Wólka,
- Świeciechów Duży,
- Świeciechów Poduchowny Lasek,
- Wałowice,
- Wałowice Kolonia,
- Zychówki.

W pobliskiej miejscowości Świeciechów Poduchowny znajduje się siedziba parafii rzymskokatolickiej pod wezwaniem św. Małgorzaty, w dekanacie Urzędów archidiecezji lubelskiej.